# Friedrich von Rhena
Friedrich Maximilian Alexander Graf von Rhena (* 29. Januar 1877 in Karlsruhe; † 20. November 1908 in Bern) war ein deutscher Diplomat und Mitglied der badischen großherzoglichen Familie.

## Leben
Friedrich von Rhena war das einzige Kind des Generals Karl Prinz von Baden und der Rosalie Freiin von Beust (1845–1908). Da seine Mutter keine standesgemäße Ehefrau war, hatten Friedrichs Eltern morganatisch geheiratet. Rosalie war, da sie aus niederem Adel stammte, durch Großherzog Friedrich I. als Gräfin von Rhena in den erblichen Grafenstand erhoben worden, der sich auf ihren Sohn übertrug. Über das Kind existierten Gerüchte, dass es sich bei ihm nicht um den Sohn von Prinz Karl, sondern um einen unehelichen „jüdischen Sohn“ handeln würde.
Rhena besuchte ein Gymnasium in Karlsruhe, das er 1895 mit dem Abitur abschloss. Anschließend folgte eine Reise nach Italien. Am 9. Oktober 1896 trat er dann als Sekondeleutnant in das 1. Badische Leib-Grenadier-Regiment Nr. 109 der Preußischen Armee ein und wurde am 18. September 1897 in das 2. Garde-Regiment zu Fuß nach Berlin versetzt. Unter Stellung à la suite des Regiments, nahm Rhena im Herbst ein Studium der Rechtswissenschaften in Heidelberg und Leipzig auf, das er 1903 mit der Ernennung zum Dr. iur. abschloss. Im gleichen Jahr wurde er am 11. September 1903 zur Reserve entlassen.
Später vermachte er dem Badischen Leib-Grenadier-Regiment eine Schenkung, woran eine 1910 angebrachte Gedenktafel an der Grenadierkaserne erinnert.
Zum Studienende entschied sich Graf Rhena für die diplomatische Laufbahn und wurde im November 1903 in den Auswärtigen Dienst einberufen. Ab 1904 arbeitete er als Attaché für das Auswärtige Amt, zuerst in der deutschen Botschaft in London. Anfang 1907 schloss er die diplomatische Prüfung ab und wurde zum Legationssekretär ernannt. Im gleichen Jahr wurde er an die Botschaft in Bern versetzt. Im folgenden Jahr wurde er nach Lissabon entsandt, starb jedoch Ende des Jahres in Bern durch einen Sturz aus dem Fenster; möglicherweise handelte es sich um Suizid. Er wurde in der Großherzoglichen Grabkapelle bestattet.
Rhena hinterließ (als Haupterbe seines zuvor verstorbenen Vaters) ein beträchtliches Vermögen, das seinem Wunsch gemäß für wohltätige Zwecke verwendet wurde. Es wurden aus seinem Nachlass zwei Stiftungen geschaffen, die „Prinz-Karl-Stiftung“ und die „Gräflich Rhenasche Stiftung“ mit jeweils 150.000 Mark (heutiger Wert 1.096.000 €), die unter städtischer Verwaltung zuerst die Angestellten des Verstorbenen und später Bedürftige versorgen sollten. Der Ort Bauschlott, der Wohnort seiner Mutter, erhielt ein Vermögen von 50.000 Mark, das zum Bau eines Krankenhauses für Wöchnerinnen verwendet werden sollte, was jedoch durch Krieg und Inflation scheiterte.
Nach ihm wurde 1911 eine Straße in der Karlsruher Südweststadt Graf-Rhena-Straße benannt. Der Schwarzwaldverein, der von Rhena großzügig gefördert wurde, benannte nach ihm einen Wanderweg von Ettlingen über Marxzell nach Bad Herrenalb.

## Werke
- Die Stellung des Reserve-Offiziers im Heer nach preussischem Militärrecht. Inaugural-Dissertation, 1904.